# Helena Paparizou
Helena Paparizou (Έλενα Παπαρίζου), (født 31. januar 1982 i Göteborg, Sverige) er en græsk-svensk sangerinde og fotomodel.
Hun var medlem af gruppen Antique i 1999-2003, der deltog i Eurovision Song Contest i 2001 i Parken, København og havde flere hitsingler i Danmark.
Som solist vandt hun Eurovision Song Contest 2005 med sangen "My number One".
| Deltagelser i Eurovision Song Contest |            |               |       |       |
| År                                    | Land       | Sang          | Plads | Point |
| 2001                                  | Grækenland | Die for you   | 3     | 147   |
| 2005                                  | Grækenland | My number one | 1     | 230   |

## Diskografi (solo)
Albums
- Protereotita (2004)
- Protereotita - Euro Edition (2005)
- My Number One (2005)
- Protereotita - Euro Edition + Mambo! (2005)
- Iparhi Logos (2006)
- The Game of Love (2006)
- Vrisko To Logo Na Zo (2008)
- Gyro Apo T' Oneiro (2010)
- Greatest Hits... And More (2011)
- Ti Ora Tha Vgoume (2013)
- One Life (2014)
- Ouranio Toxo (2017)

Singlar
- 2003 - "Anapandites Kliseis"
- 2004 - "Treli Kardia"
- 2004 - "Andithesis"
- 2004 - "Katse Kala"
- 2004 - "Stin Kardia Mou Mono Thlipsi"
- 2005 - "My Number One"
- 2005 - "The Light in Our Soul"
- 2005 - "A Brighter Day"
- 2005 - "Mambo!"
- 2006 - "Iparhi Logos"
- 2006 - "Gigolo"
- 2006 - "Heroes"
- 2006 - "Αn Ihes Erthei Pio Noris"
- 2006 - "Teardrops"
- 2007 - "Mazi Sou"
- 2007 - "Min Fevgeis"
- 2007 - "3 Is A Magic Number"
- 2007 - "Fos"
- 2007 - "To Fili Tis Zois"
- 2008 - "Porta Gia Ton Ourano"
- 2008 - "I Kardia Sou Petra"
- 2008 - "Pirotehnimata"
- 2009 - "Eisai I Foni"
- 2009 - "Tha Mai Allios"
- 2010 - "An Isouna Agapi"
- 2010 - "Dancing Without Music
- 2010 - "Psahno Tin Alitheia"
- 2010 - "Girna Me Sto Htes" [All Around The Dream Remix]
- 2011 - "Baby It's Over"
- 2011 - "Mr. Perfect"
- 2012 - "Popular"
- 2012 - "Pios" (Unplugged Version)
- 2012 - "All The Time"
- 2013 - "Poso M' Aresei"
- 2013 - "Ena Lepto"
- 2013 - "Save Me (This Is an SOS)"
- 2013 - "Den Thelo Allon Iroa"
- 2014 - "Survivor"
- 2014 - "Don't Hold Back On Love"
- 2015 - "Otan Aggeli Klene"
- 2015 - "Angel"
- 2016 - "Misi Kardia"
- 2016 - "Fiesta"
- 2016 - "Fiesta" (English Version)
- 2016 - "You Are the Only One" Duet med Sergej Lazarev
- 2016 - "Zoi Mou"
- 2016 - "Agkaliase Me"
- 2017 - "Haide"
- 2017 - "Colour Your Dream"
- 2017 - "Haide" (English Version)
- 2017 - "An Me Deis Na Klaio" Duet med Anastasios Rammos
- 2018 - "Etsi Ki Etsi"
- 2018 - "Totally Erased"
- 2018 - "Kati Skoteino"
- 2018 - "Hristoguenna Ksana"
- 2018 - "It is Christmas"
- 2019 - "Askopia Ksenihtia"
- 2019 - "Kalokairi Kai Pathos"